# Azzurra (nome)
Azzurra  è un nome proprio di persona italiano femminile.

## Varianti
- Alterati: Azzurrina[1]
- Maschili: Azzurro[1][3]
  - Alterati: Azzurrino[1]

### Varianti in altre lingue
- Inglese: Azure[4][5], Azura[4][5]
  - Maschili: Azure[4]

## Origine e diffusione

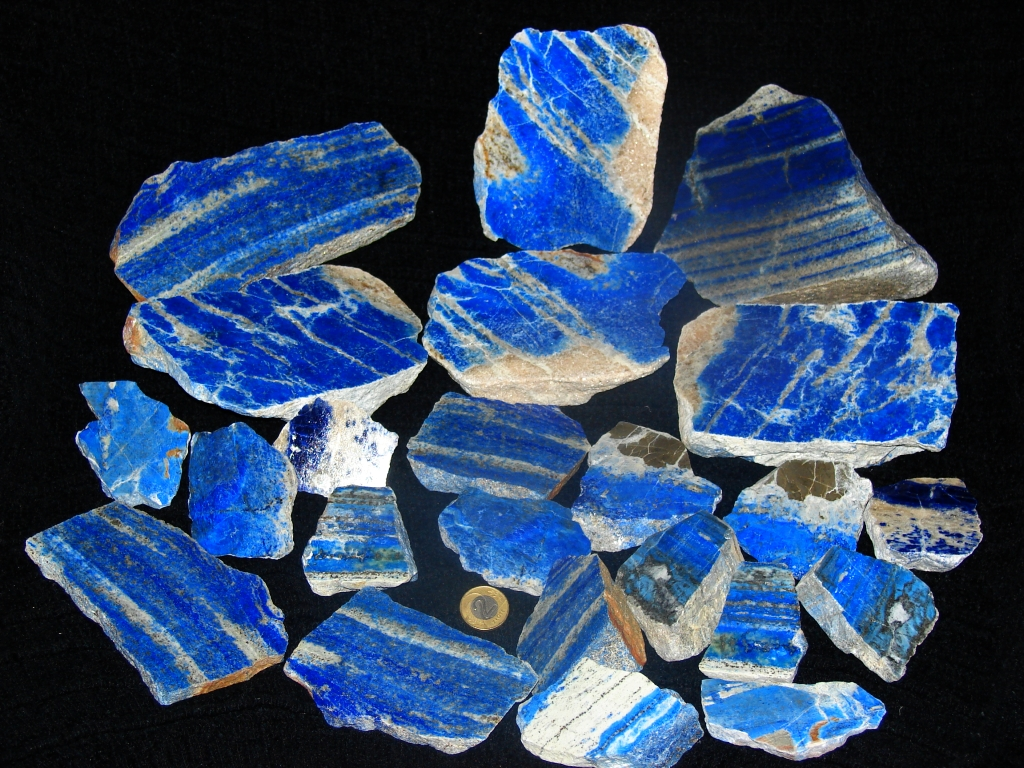
Pezzi di lapislazzuli

Riprende l'aggettivo italiano "azzurro", che indica il colore del cielo, ed è quindi analogo per significato ai nomi Aoi e Žydrūnas. 
Da un punto di vista etimologico, il termine "azzurro" deriva dal persiano لازورد (lajward), che designava sia il lapislazzuli, sia un luogo nel Turkestan in cui esso veniva estratto: questo vocabolo passò in greco come λαζουρ (lazour) e in latino come lazur, lazuri (da qui deriva il nome "lapislazzuli"), dopodiché perse la "L" iniziale che venne scambiata per un articolo determinativo; nel Medioevo, il vocabolo indicava ancora la pietra, e passò in seguito a designare il pigmento colorato che da essa si otteneva, e solo infine il colore in generale.
Questo nome si è diffuso in Italia recentemente, inizialmente con carattere affettivo e richiamando direttamente il colore azzurro. È però rimasto raro fino ai primi del Novecento, allorché ha conosciuto maggiore utilizzo per ragioni sportive: in primis per il colore della maglia dei giocatori italiani di vari sport, in particolari i calciatori, detto appunto "gli azzurri", e in secondo luogo grazie ad Azzurra, la squadra di vele che gareggio per l'Italia all'America's Cup nel 1983. Il nome è attestato maggiormente al Centro-Nord, specialmente in Emilia-Romagna.

## Onomastico
In quanto nome adespota, cioè che non è portato da alcuna santa, l'onomastico può essere festeggiato il 1º novembre, giorno di Ognissanti.

## Persone
- Azzurra Cancelleri, politica italiana
- Azzurra Ermito, cestista italiana
- Azzurra Gaglio, cestista italiana
- Azzurra Principi, calciatrice italiana

### Variante Azura
- Azura Skye, attrice statunitense

## Il nome nelle arti

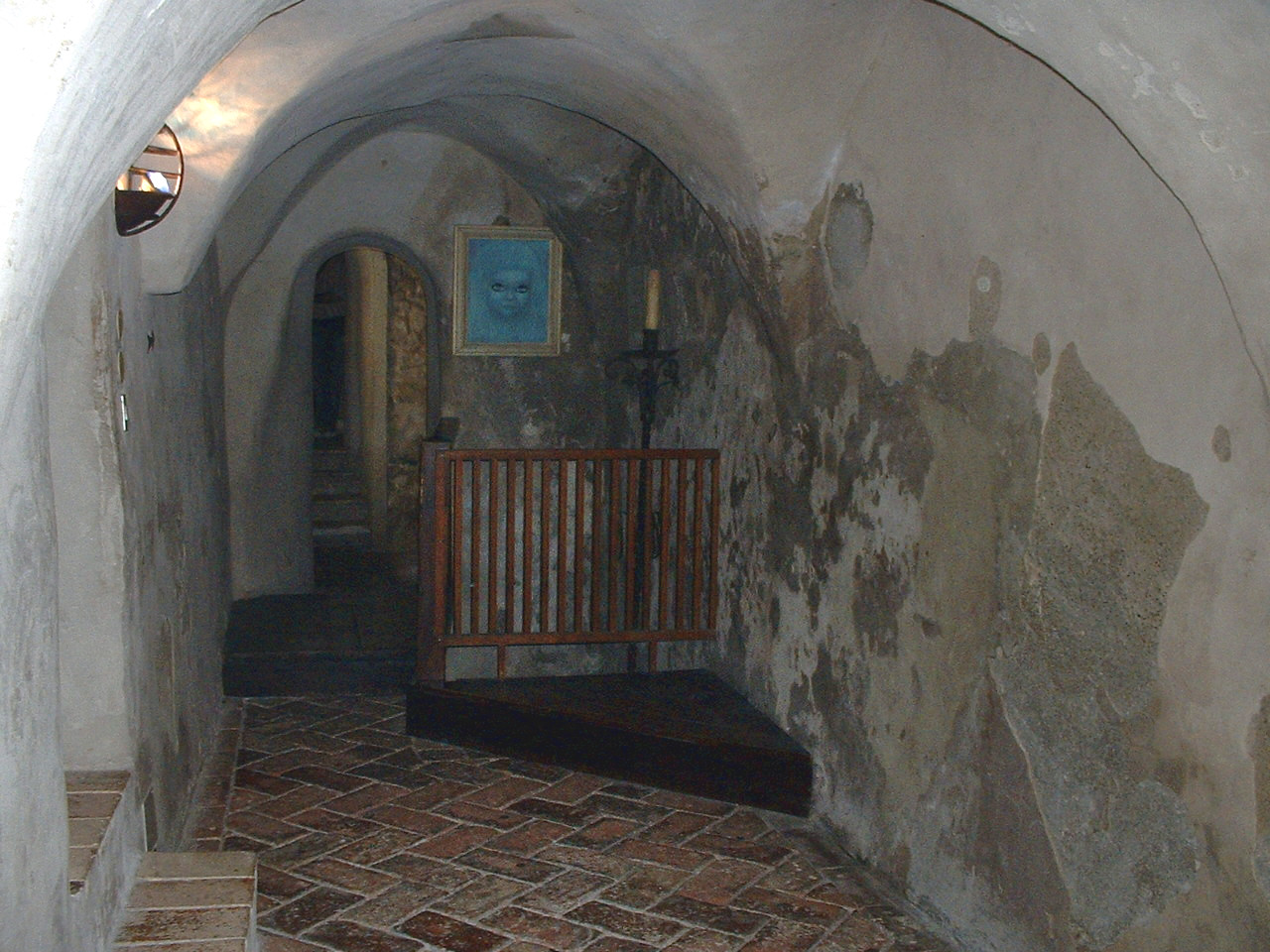
Interno del castello di Montebello di Torriana: il corridoio con la botola (in fondo a destra oltre lo steccato) che immette alla ghiacciaia dove sarebbe scomparsa la piccola Guendalina Malatesta

- Azzurra un personaggio della telenovela La forza dell'amore.
- Azzurrina, o Guendalina Malatesta, è un personaggio della tradizione popolare romagnola.
- Azzurro è un personaggio della serie di film Shrek.
- Azura è un personaggio della serie di videogiochi The Elder Scrolls.
- Azura è un personaggio del cartone animato Barbie Fairytopia.
- Azzurra De Angelis è un personaggio del film del 2007 Notte prima degli esami - Oggi, diretto da Fausto Brizzi.
- Azzurra Leonardi è un personaggio della serie televisiva Che Dio ci aiuti.